# 예췬
예췬(葉群, 섭군, 엽군, 1917년 12월 2일 ~ 1971년 9월 13일)은 중화인민공화국의 여성 정치인이며 린뱌오(林彪) 前 중화인민공화국의 부총리 겸 총리 권한대행의 3번째 부인이다.

## 생애

### 중공의정치인으로서 권력의 중심에 등림
1943년 린뱌오(林彪)와 결혼하였고 1949년 10월 1일 중화인민공화국 인민정부 수립 이후 중국공산당 중앙정치국 중앙위원을 지냈으며 1969년 10월 31일을 기하여 당시 중국공산당 주석이었던 마오쩌둥(毛澤東) 前 중화인민공화국 국가원수의 긴급명령으로 인하여 류사오치(劉少奇) 중화인민공화국 국가원수가 국가원수 직위에서 축출되고 그와 동시에 저우언라이(周恩來) 중화인민공화국 총리 또한 총리 자격 정지 조치 처분되면서 당시 중공 부총리였던 부군 린뱌오(林彪)가 중공 총리 권한대행을 겸직하자 그녀도 중국공산당 중앙정치국 중앙위원이자 중공 총리 대리 영부인으로서 권력을 행사하였다.

### 부군린뱌오와 함께 일가족의 몰락
1969년 11월 12일 류사오치 사후 급기야는 1971년에 당시 중국공산당 주석이었던 마오쩌둥(毛澤東) 前 중화인민공화국 국가원수가 세력 증강으로써 월권하던 부군 린뱌오를 제거할 징후를 표현하기 시작하자 예췬(葉群)은 부군 린뱌오·아들 린리궈(林立果) 중화인민공화국 공군 중위와 모의하여 마오쩌둥 암살 및 쿠데타를 기도하였으나 실패했다.
저우언라이가 총리 자격을 회복한 데 이어 부군 린뱌오가 중공 부총리 겸 총리 권한대행 직위가 모두 박탈되고 아들 린리궈도 중공 공군 중위로 강제 예편 조치 처분되고 그녀도 중국공산당 중앙정치국 중앙위원 직위에서 퇴출됐다.
이 사건 이후 부군 린뱌오·아들 린리궈와 동반 탈출하여 호커 시들리 트라이덴트를 타고 소련으로 망명을 하던 중, 몽골 헹티 주 은드르항 상공에서 의문의 비행기 추락 사고로 사망했다. 이후 중화인민공화국에서는 이 사건을 린뱌오 사건(林彪 事件)이라 일컬었다.

## 가족 관계
- 부군: 린뱌오(林彪, 1908년 12월 5일 ~ 1971년 9월 13일(62세), 중화인민공화국 육군 원수 예편. 前 중화인민공화국의 부총리 겸 총리 권한대행.)
  - 딸: 린리헝(林立衡, 1944년 ~ )
  - 아들: 린리궈(林立果, 1945년 ~ 1971년 9월 13일, 중화인민공화국 공군 중위 예편.)

## 같이 보기
- 마오쩌둥
- 뤄이슈
- 양카이후이
- 허쯔전
- 장칭
- 류사오치
- 왕광메이
- 저우언라이
- 덩잉차오
- 린뱌오
- 둥비우
- 쑹칭링
- 주더
- 예젠잉
- 화궈펑
- 덩샤오핑
- 줘린
- 후야오방
- 리셴녠
- 양상쿤
- 장춘차오
- 야오원위안
- 왕훙원
- 장쩌민
- 리펑